# Nakskov Fjord
Nakskov Fjord är en vik i Danmark.   Den ligger i Region Själland, i den sydöstra delen av landet, 130 km sydväst om Köpenhamn.
Nakskov Fjord går in på Lollands västkust från Langelands Bält. I botten på fjorden ligger staden Nakskov.